# Cambroraster falcatus
Cambroraster falcatus — викопний вид членистоногих з вимерлого класу Dinocaridida, що існував у середньому кембрії (521—514 млн років тому).

## Скам'янілості
Сотні зразків виявленні у відкладеннях формації Берджес-Шейл на заході Канади. Видова назва C. falcatus дана на честь вигаданого космічного корабля «Тисячолітній сокіл» з всесвіту Зоряних воєн, через подібність його форми з формою панцира тварини.

## Опис
Тіло завдовжки до 30 см (досить велика тварина своєї епохи). У передній частині тіла був підковоподібний панцир, який допомагав при пересуванні у донному мулі.